# Erythrina hazomboay
Erythrina hazomboay är en ärtväxtart som beskrevs av Du Puy och Jean-Noël Labat. Erythrina hazomboay ingår i släktet Erythrina och familjen ärtväxter. Inga underarter finns listade i Catalogue of Life.